# Соб
Соб (Сіб) — річка на Придніпровській височині, в межах Вінницького і Гайсинського районів Вінницької області. Ліва притока Південного Бугу (басейн Чорного моря).

## Етимологія
З тюркських мов, що означає su (suv) — вода, яке слов’янським населенням трансформувалось у Соб (Сіб).

## Розташування
Починається біля селища Ксаверівка Липовецької міської громади. Тече переважно на південний схід і південь, у пригирловій частині — на південний захід. Впадає в Буг поблизу міста Ладижин.

## Опис
Довжина річки 125 км (за іншими даними — 115 км), площа водозбору 2840 км². Ширина річища від 3—15 м (у верхів'ї) до 60—80 м (у нижній течії). Похил річки 1 м/км. Коефіцієнт звивистості 1,31. Водозбір овальної форми, асиметричний, завдовжки 80 км і завширшки 36 км. Поверхня басейну рівна, дуже порізана ярами. Басейн розораний і лише 15% його підвищень зайнято лісом (здебільшого дубовим). 
В основі басейну — кристалічні породи, перехвачені піщано-суглинистими відкладами третичного періоду. На лівих схилах долини, між Славною і Липовцем, кристалічні породи виходять на поверхню. Ліві схили досягають тут висоти до 40 м, майже вдвічі перевищуючи середній рівень. Льодостав — з другої декади грудня до першої декади березня.

## Галерея

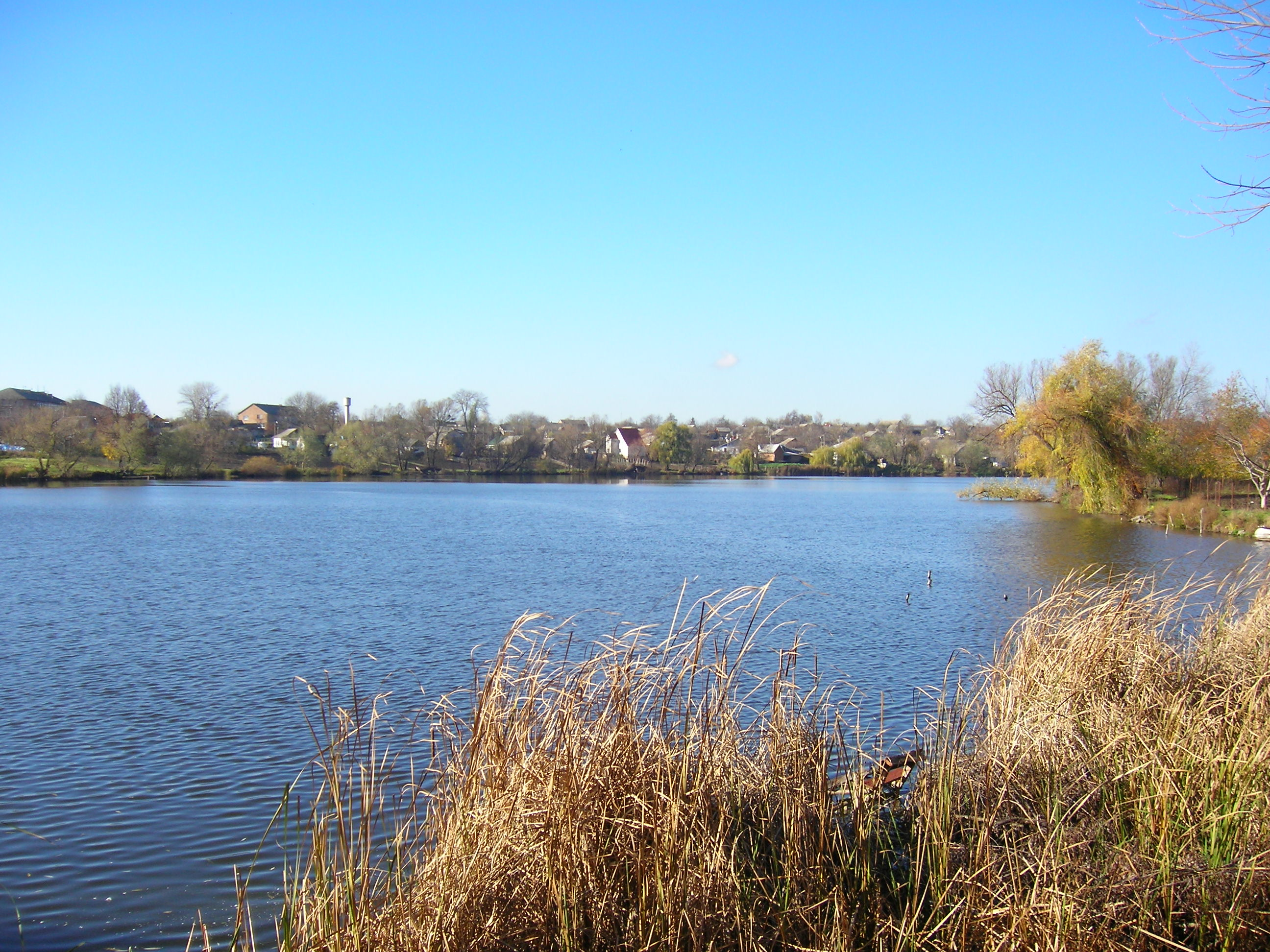
Ставок на річці у місті Липовець
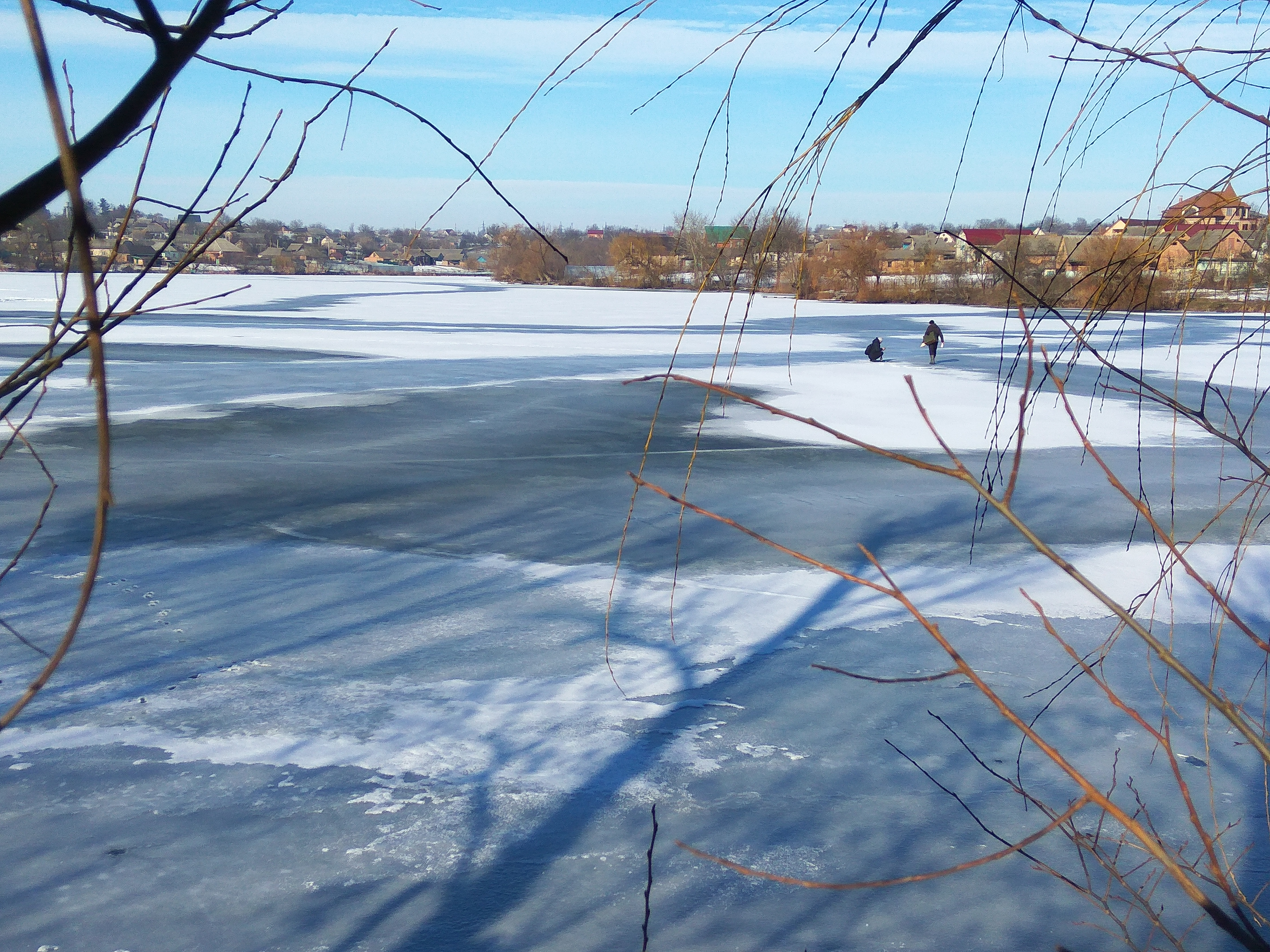
Ставок на річці у місті Липовець взимку
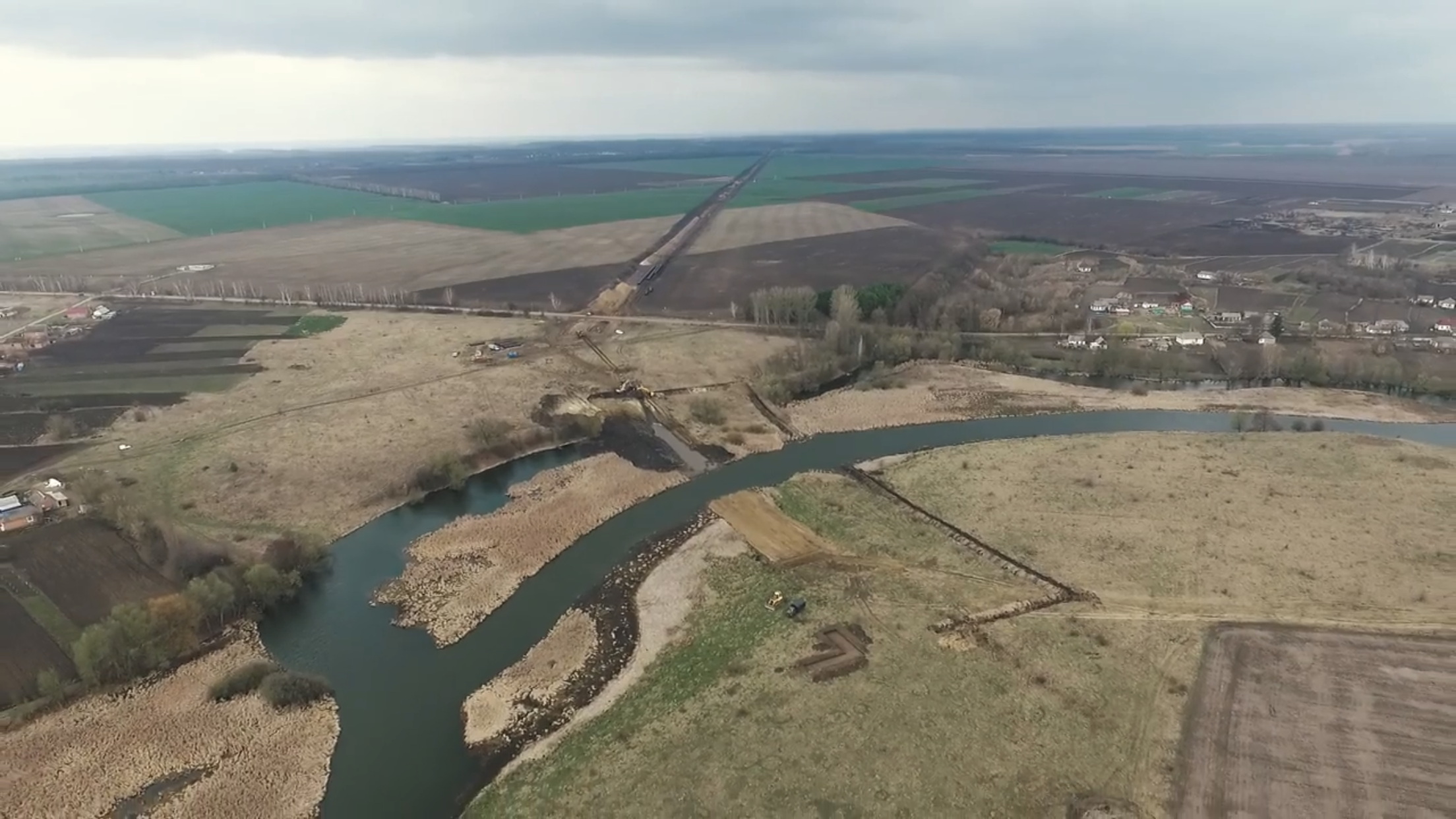
Річка між селами Троща і Гордіївка
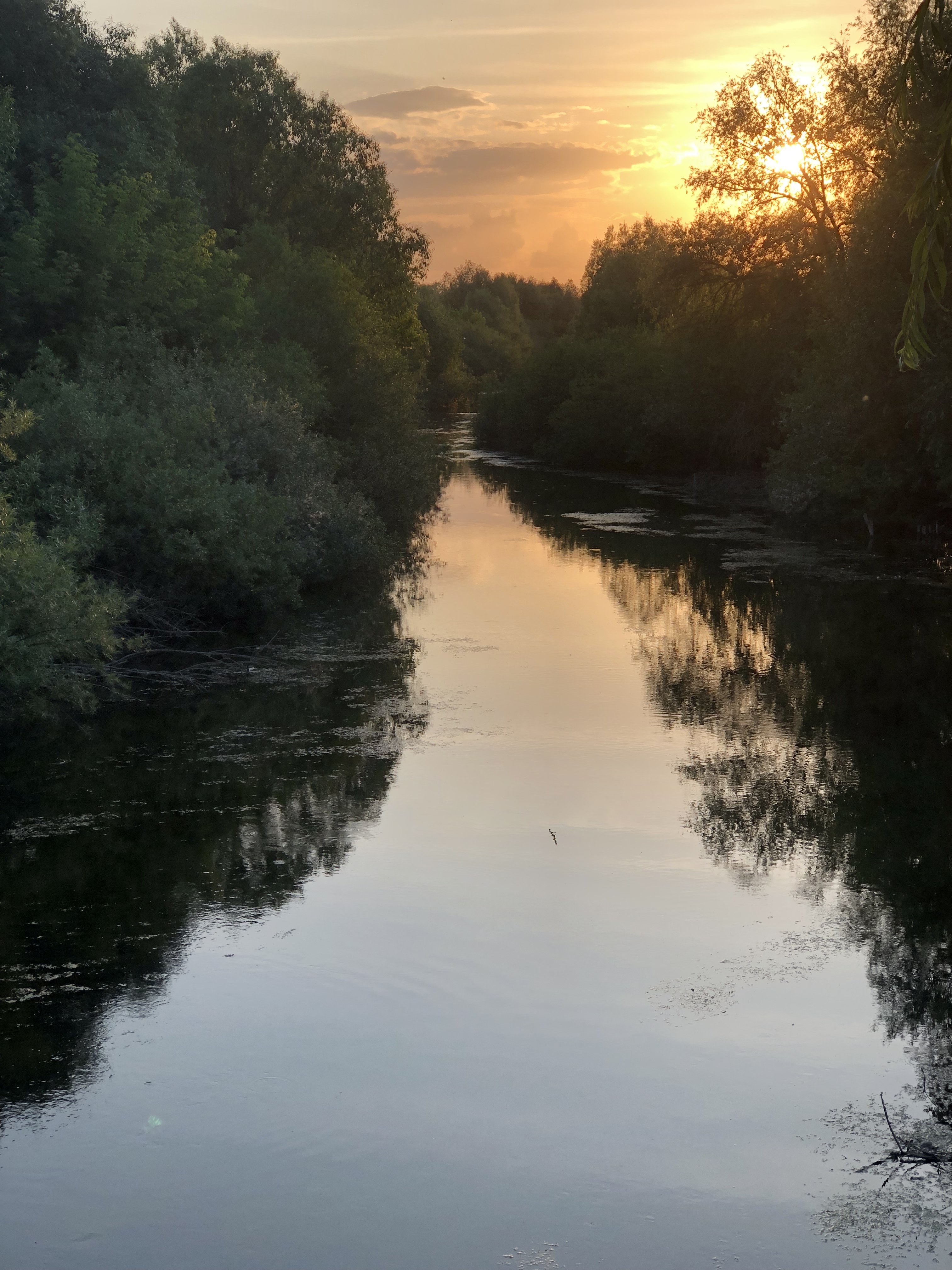
Річка біля села Неменка
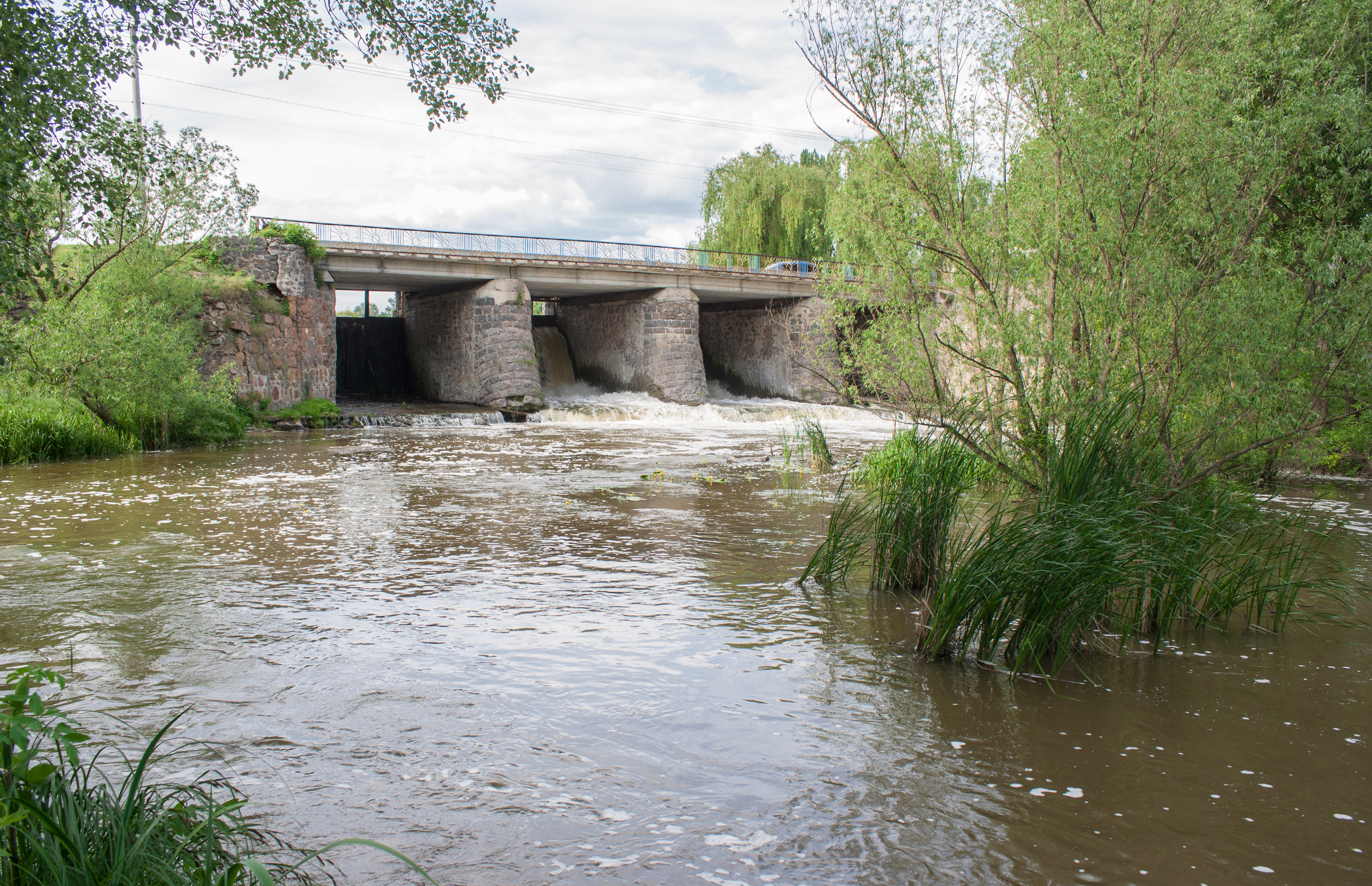
Річка в смт Дашів
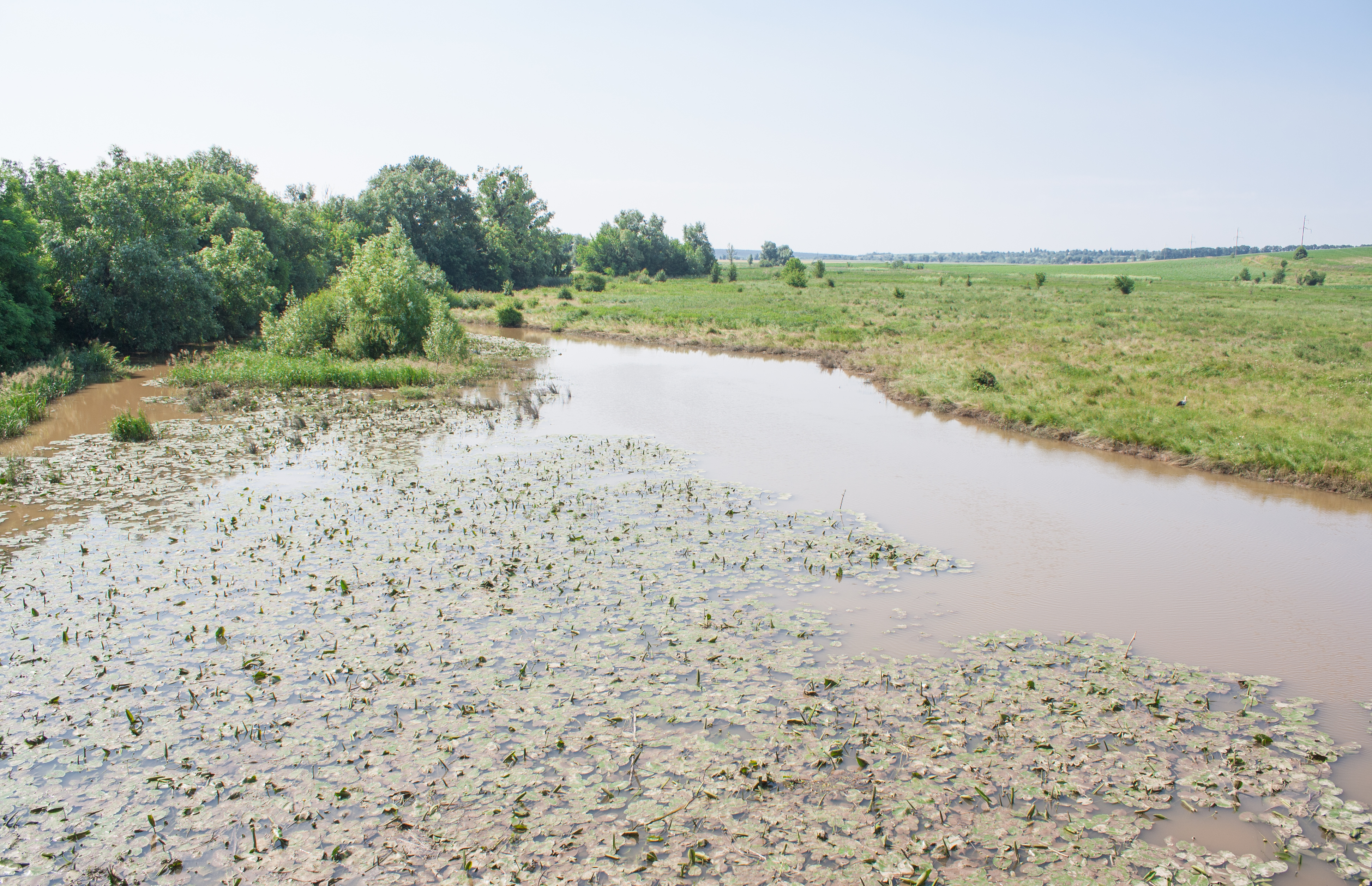
Річка в селі Рахни
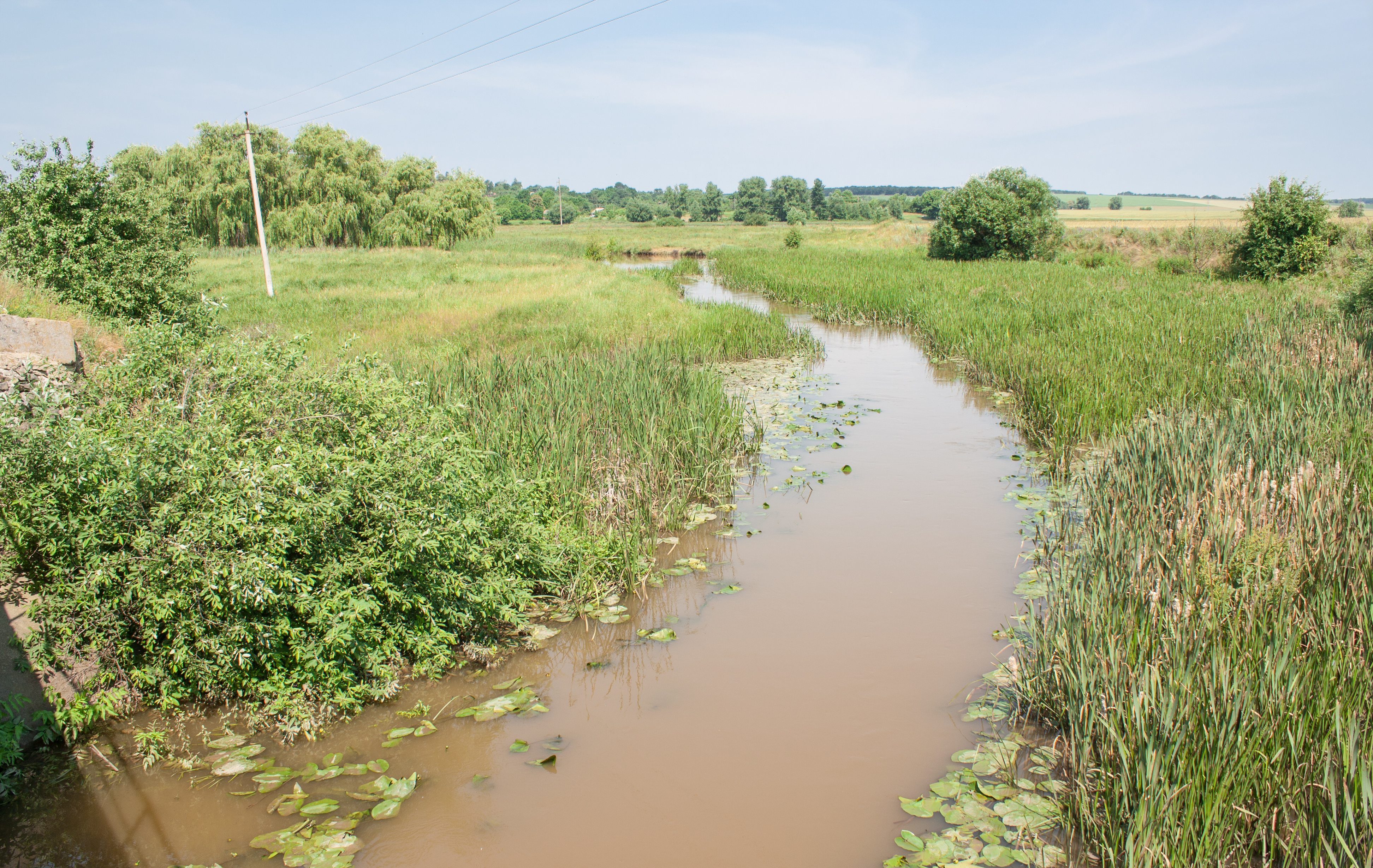
Річка на околиці села Бондурі
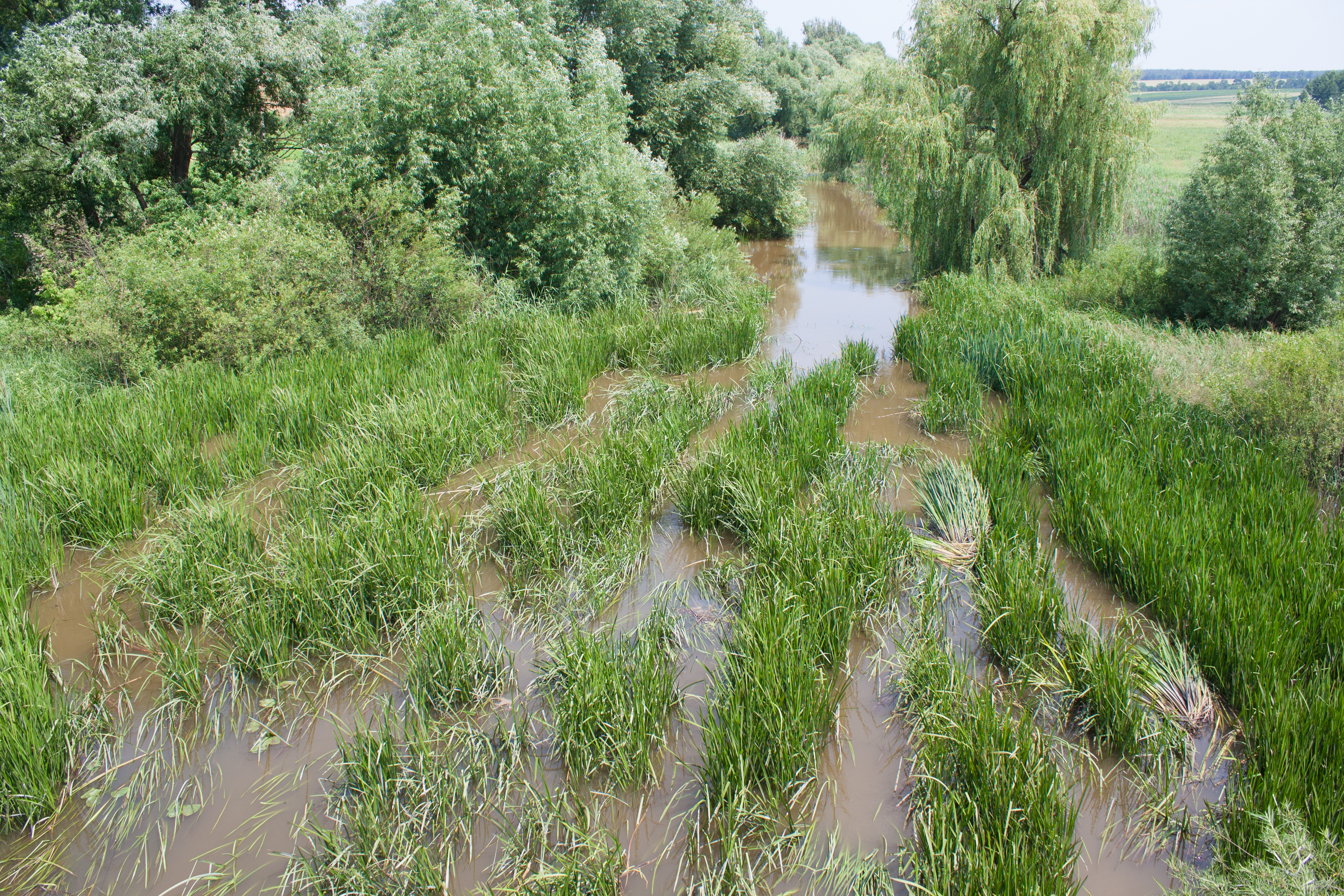
Річка на околиці села Карбівка
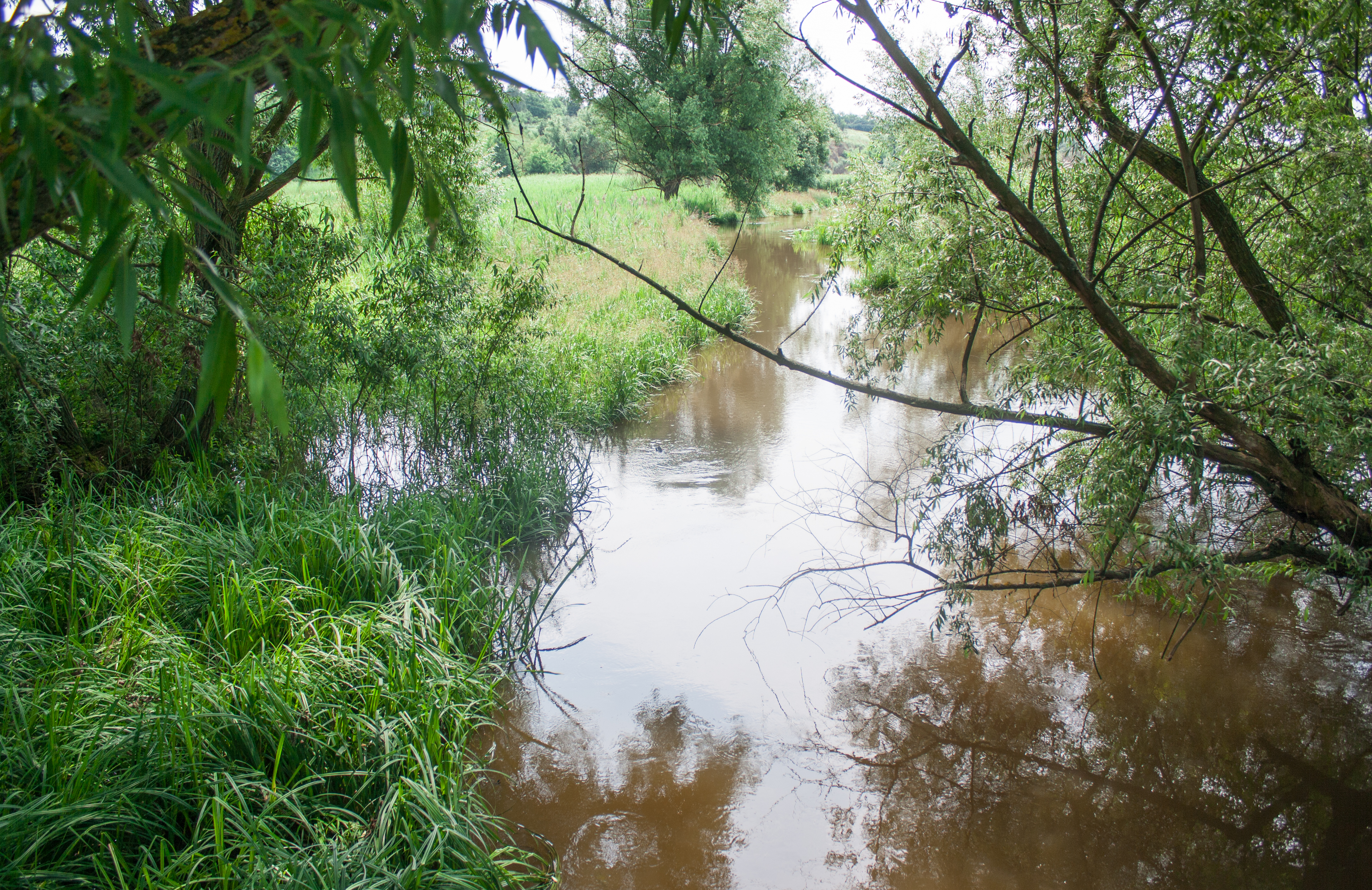
Річка між селами Заріччя і Кисляк

## Основні притоки
Собок, Ревуха, Пастушенко, Скакунка, Кам'янка, Широка Руда, Кальничка, Шабельна, Білка, Валик, Кунка, Мачуха, Ярмолинка, Ладижинка, Урманка (праві); 
Будківка, Поганка, Кіблич, Вербич, Немінка, Синарна, Дубровина, Дубина, Скибінь, Лиса Липа, Сорока, Самець (ліві).

## Населені пункти
Над річкою розташовані міста: Липовець, Іллінці, Гайсин, а також чимало сіл.